# 森林經營學

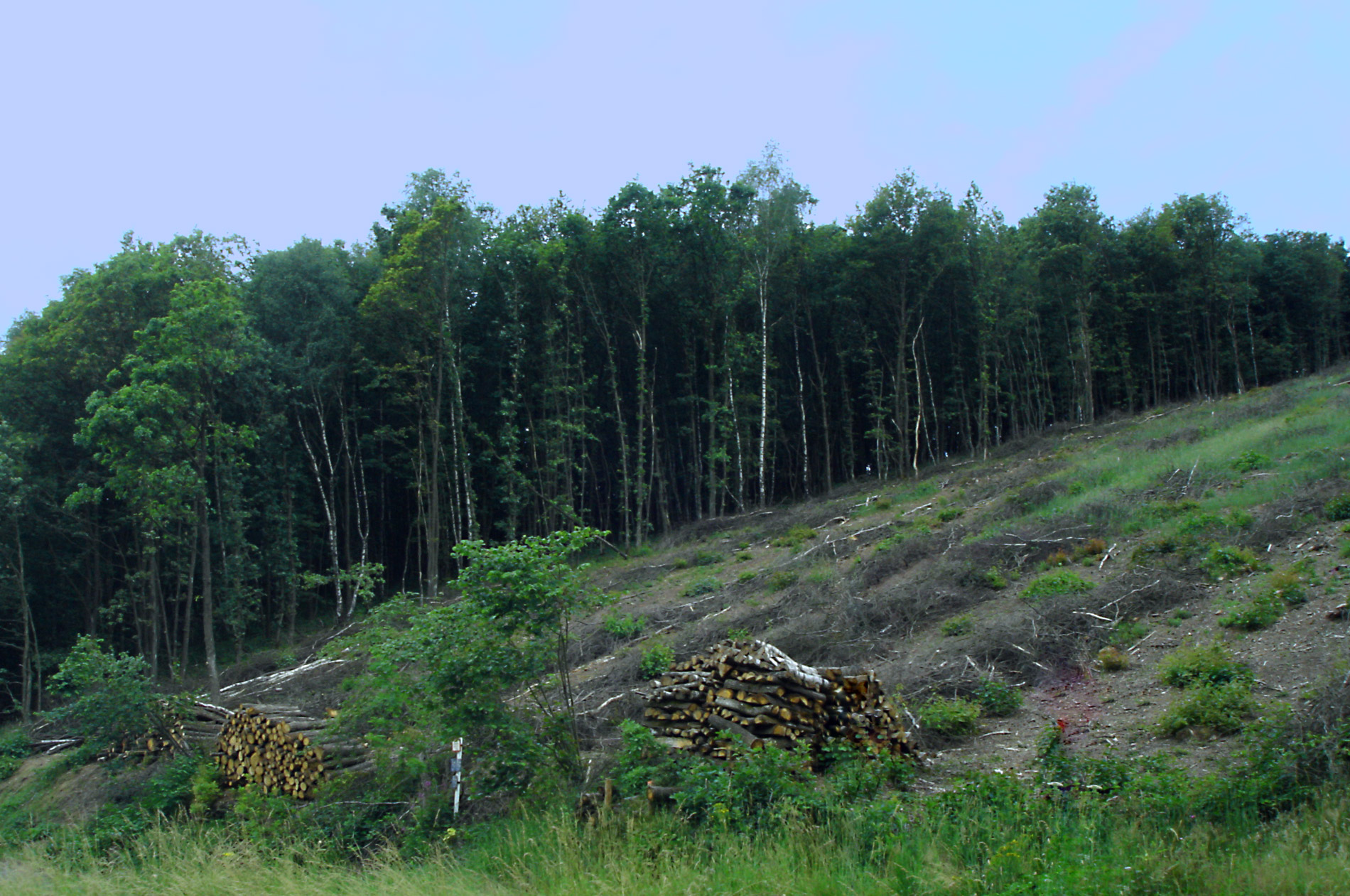
人工造林地（位於德國北威州內特芬鎮）

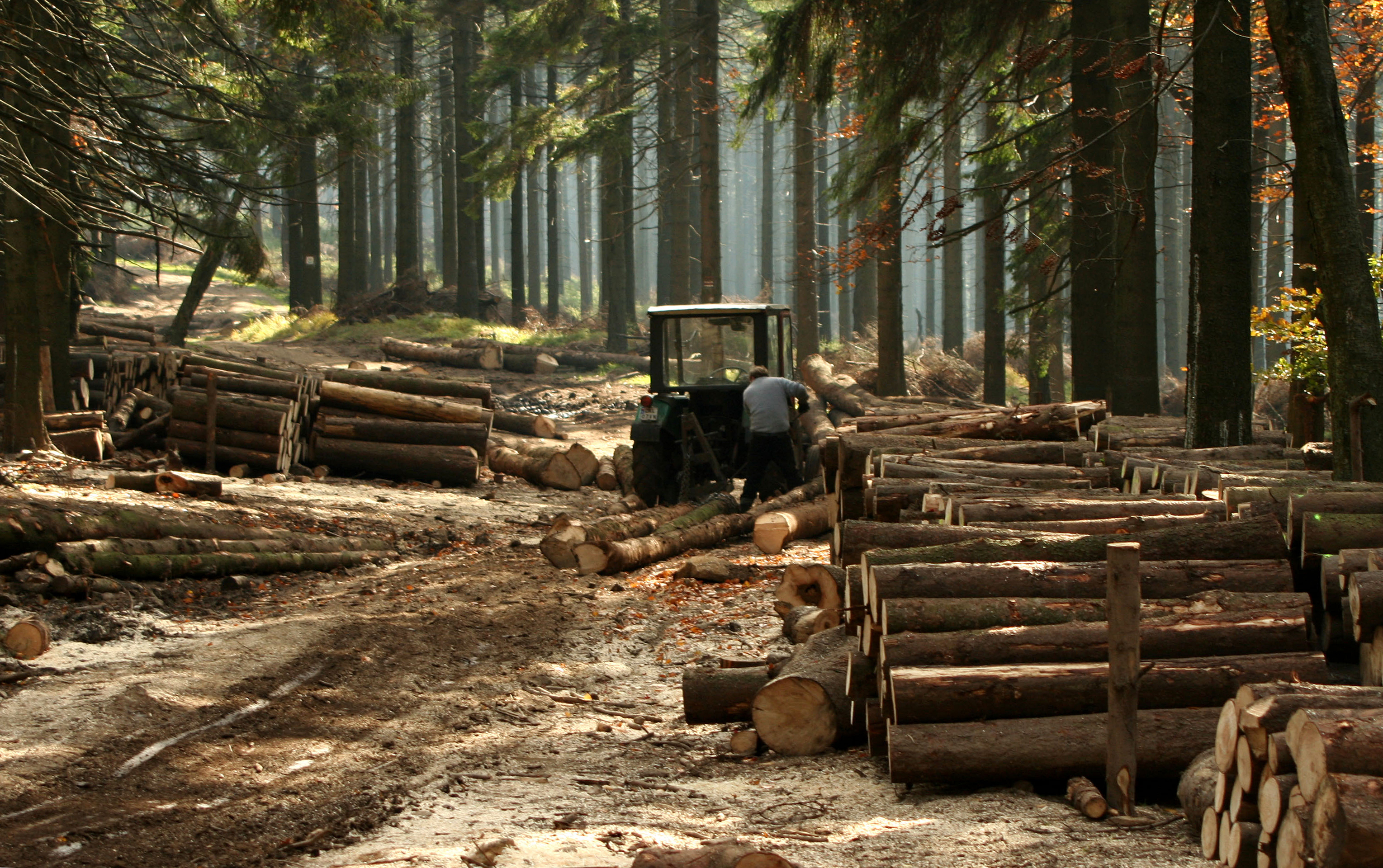
林場作業（位於波蘭奧爾山脈）

森林經營學（英文：Forest management）亦稱森林經理學或森林管理，是林業科學的一個分支，內容涵蓋行政、經濟、法律與社會層面，以造林、育林、森林保育、森林規劃等森林相關之基本理論與技術為主，其他如森林美學、森林育樂、城市價值、集水區治理、棲地保育、魚類生態、野生動物、林產物、特產物、遺傳資源等，也屬於森林經營的範圍。
美國森林學會對於森林經營的定義為「應用商業模式及林業技術原理於森林資產作業當中。」